# Municipio de Robberson No. 2
El municipio de Robberson No. 2 (en inglés: Robberson No. 2 Township) es un municipio ubicado en el condado de Greene en el estado estadounidense de Misuri. En el año 2010 tenía una población de 2473 habitantes y una densidad poblacional de 28,4 personas por km².

## Geografía
El municipio de Robberson n.º 2 se encuentra ubicado en las coordenadas 37°19′18″N 93°20′43″O / 37.32167, -93.34528. Según la Oficina del Censo de los Estados Unidos, el municipio tiene una superficie total de 87.06 km², de la cual 86.28 km² corresponden a tierra firme y (0.9%) 0.78 km² es agua.

## Demografía
Según el censo de 2010, había 2473 personas residiendo en el municipio de Robberson n.º 2. La densidad de población era de 28,4 hab./km². De los 2473 habitantes, el municipio de Robberson n.º 2 estaba compuesto por el 97.45% blancos, el 0.36% eran afroamericanos, el 0.24% eran amerindios, el 0.16% eran asiáticos, el 0.04% eran isleños del Pacífico, el 0.36% eran de otras razas y el 1.37% pertenecían a dos o más razas. Del total de la población el 1.09% eran hispanos o latinos de cualquier raza.